# Plectris guayrana
Plectris guayrana är en skalbaggsart som beskrevs av Frey 1967. Plectris guayrana ingår i släktet Plectris och familjen Melolonthidae. Inga underarter finns listade i Catalogue of Life.